# Nesperehân
Nesperehân fue un sacerdote de Amón que vivió en Egipto en algún momento entre los años entre los años 3000 y 2400 a. C. Su momia fue encontrada por el arqueólogo M. Grebart en 1881. Se da la circunstancia de presentar una lesión en las vértebras dorsales muy característica de tuberculosis, por lo que se considera el hallazgo una de las evidencias más antiguas de esta enfermedad en la especie humana.